# Kočićevo (Gradiška)
Kočićevo  (en serbio: Кочићево) es una aldea de la municipalidad de Gradiška, Republika Srpska, Bosnia y Herzegovina.

## Población
| Composición de la Población - Localidad de Kočićevo | Composición de la Población - Localidad de Kočićevo | Composición de la Población - Localidad de Kočićevo | Composición de la Población - Localidad de Kočićevo | Composición de la Población - Localidad de Kočićevo |
| --------------------------------------------------- | --------------------------------------------------- | --------------------------------------------------- | --------------------------------------------------- | --------------------------------------------------- |
|                                                     | 2013                                                | 1991                                                | 1981                                                | 1971                                                |
| Total                                               | 473                                                 | 631 (100%)                                          | 740 (100%)                                          | 775 (100%)                                          |
| Mujeres                                             | 247                                                 | -                                                   | -                                                   | -                                                   |
| Varones                                             | 226                                                 | -                                                   | -                                                   | -                                                   |
| Serbios                                             | 453                                                 | 596 (94,45%)                                        | 703 (95%)                                           | 760 (98,06%)                                        |
| Croatas                                             | 5                                                   | 2 (0,32%)                                           | 2 (0,27%)                                           | 1 (0,13%)                                           |
| Bosniacos                                           | -                                                   | 1 (0,16%)                                           | 1 (0,14%)                                           | -                                                   |
| Eslovenos                                           | -                                                   | -                                                   | -                                                   | -                                                   |
| Musulmanes                                          | -                                                   | -                                                   | -                                                   | -                                                   |
| Montenegrinos                                       | -                                                   | -                                                   | 3 (0,41%)                                           | -                                                   |
| Gitanos                                             | 9                                                   | -                                                   | -                                                   | -                                                   |
| Macedonios                                          | -                                                   | -                                                   | -                                                   | -                                                   |
| Albaneses                                           | -                                                   | -                                                   | -                                                   | -                                                   |
| Ukranianos                                          | -                                                   | -                                                   | -                                                   | -                                                   |
| Yugoslavos                                          | -                                                   | 29 (4,6%)                                           | 29 (3,92%                                           | 4 (0,52%)                                           |
| Otros                                               | 1                                                   | 3 (0,48%)                                           | 2 (0,27%)                                           | 10 (1,29%)                                          |
| Sin declarar                                        | 5                                                   | -                                                   | -                                                   | -                                                   |
| Desconocidos                                        | -                                                   | -                                                   | -                                                   | -                                                   |